# Télé Poche
Télé Poche est un hebdomadaire de presse de télévision français publié par Mondadori France. Imaginé par l’éditeur franco-italien Cino Del Duca (1899-1967), Télé Poche est lancé le 12 janvier 1966 par les éditions Mondiales (groupe Cora-Révillon). Le magazine tient son nom de son format d’impression d’origine (13,8 x 20,9 cm), deux fois moins grand que les magazines classiques. Racheté par le groupe britannique Emap en 1994, Télé Poche a agrandi son format de 27 % en 2005. En 2020, Télé Star appartient au groupe Reworld Media. La vente du titre à Reworld Media prend effet en février 2020.

## Historique
À sa création, Télé Poche arrive sur un marché jusque-là dominé par Télé 7 jours (fondé en 1960). La France ne compte alors que deux chaînes de télévision (seuls 10 % des foyers ont accès au second programme en 1966). Le magazine parvient pourtant rapidement à atteindre le million d’exemplaires vendus. Un succès qui s’explique par le faible prix du titre, le format réduit permettant de diminuer considérablement les coûts de fabrication.
Pendant dix ans, le magazine reste derrière Télé 7 jours, puis passe en troisième position de la presse de télévision avec l’arrivée de Télé Star en 1976. Avec le développement du nombre de chaînes et de postes de télévision, le magazine atteint les deux millions d’exemplaires dans les années 1980.
Le magazine s'est peu à peu étoffé passant du noir et blanc à la couleur (à partir du numéro 904 (11 au 17 juin 1983) notamment dans les pages programmes.
La diffusion des grilles de programmes sur d’autres supports (Internet notamment) et la multiplication des titres de presse de télévision ont fait perdre des parts de marché considérables à Télé Poche depuis les années 1990. En 1996, sont ajoutés les programmes du câble et du satellite. L’arrivée en 2004 des quinzomadaires n’a fait qu’accentuer le repli, le magazine passant d'un million d’exemplaires vendus en 2002 à 700 000 en 2006 (9e position). Pour tenter de stabiliser la diffusion, la maquette et le format sont revus en 2005.
En 2006, l’hebdomadaire appartient au groupe italien Arnoldo Mondadori Editore (groupe Fininvest) qui édite également Télé Star en France.

## Contenu éditorial
- Grille complète des programmes télévisés des chaînes hertziennes françaises. Sélection des programmes télévisés pour le câble, la TNT et le satellite.
- Articles et rubriques : actualité de la télévision, jeux, histoires drôles, fiches de cuisine, cinéma, pages pratiques, bandes dessinées…

Dans les années 1960 et 1970, Télé-Poche publie aussi des romans-photos qui se divisent en deux catégories: des adaptations de feuilletons télé (Vidocq, Michel Vaillant, La Dynastie des Forsythe), ou des histoires originales mettant en scène les vedettes de l'époque (Johnny Hallyday, Sylvie Vartan, les Charlots, Geneviève Grad et Dominique Valera, entre autres) dans des aventures policières ou fantastiques. Sheila rencontra son mari Ringo au cours du tournage d'un de ces romans-photos.

## Tirage et diffusion
| Années                 | 2002      | 2003      | 2004    | 2005    | 2006    |
| ---------------------- | --------- | --------- | ------- | ------- | ------- |
| Tirage                 | 1 187 580 | 1 144 999 | 975 641 | 872 494 | 814 873 |
| Diffusion France payée | 1 011 085 | 972 561   | 804 111 | 731 566 | 680 766 |
| Diffusion Totale       | 1 018 325 | 984 482   | 815 870 | 738 715 | 687 181 |

### Sources
- ACPM, 2006 (ex-OJD)
- Claire Poisson, « Télé Poche : il a tout d’un grand », Presse News,‎ 2004
- « Format agrandi pour Télé poche », article paru dans Stratégies le 8 septembre 2005.
- « Hebdos vs Quinzos », article d’Anne-Lise Carlo paru dans Stratégies le 27 janvier 2005.